# Frans Pourbus, o Velho

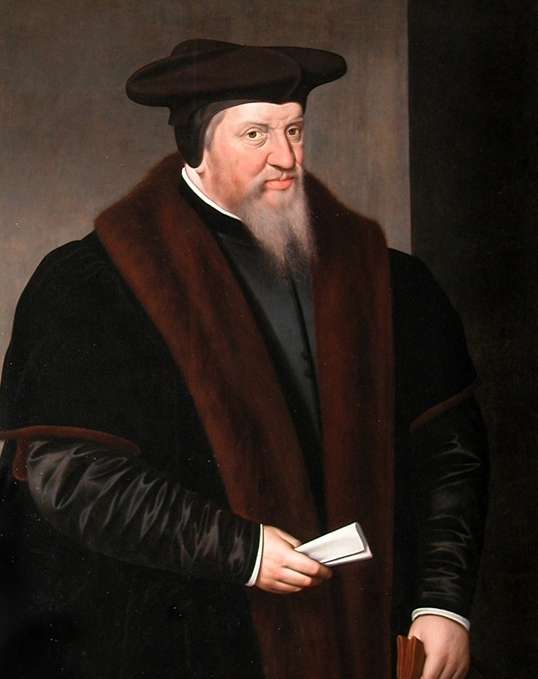
Viglius van Aytta, Estadista holandês e jurista por Frans Pourbus o velho, Museu do Louvre.

Frans Pourbus, o Velho (Bruges, 1545 - Antuérpia, 19 de setembro de 1581) foi um pintor renascentista flamengo-neerlandês.
Era conhecido principalmente por sua retratação religiosa e pintura. Trabalhou sobretudo na Antuérpia. Seu pai era o pintor Pieter Pourbus e seu filho era o pintor Frans Pourbus filho.